# Брім (Вікторія)

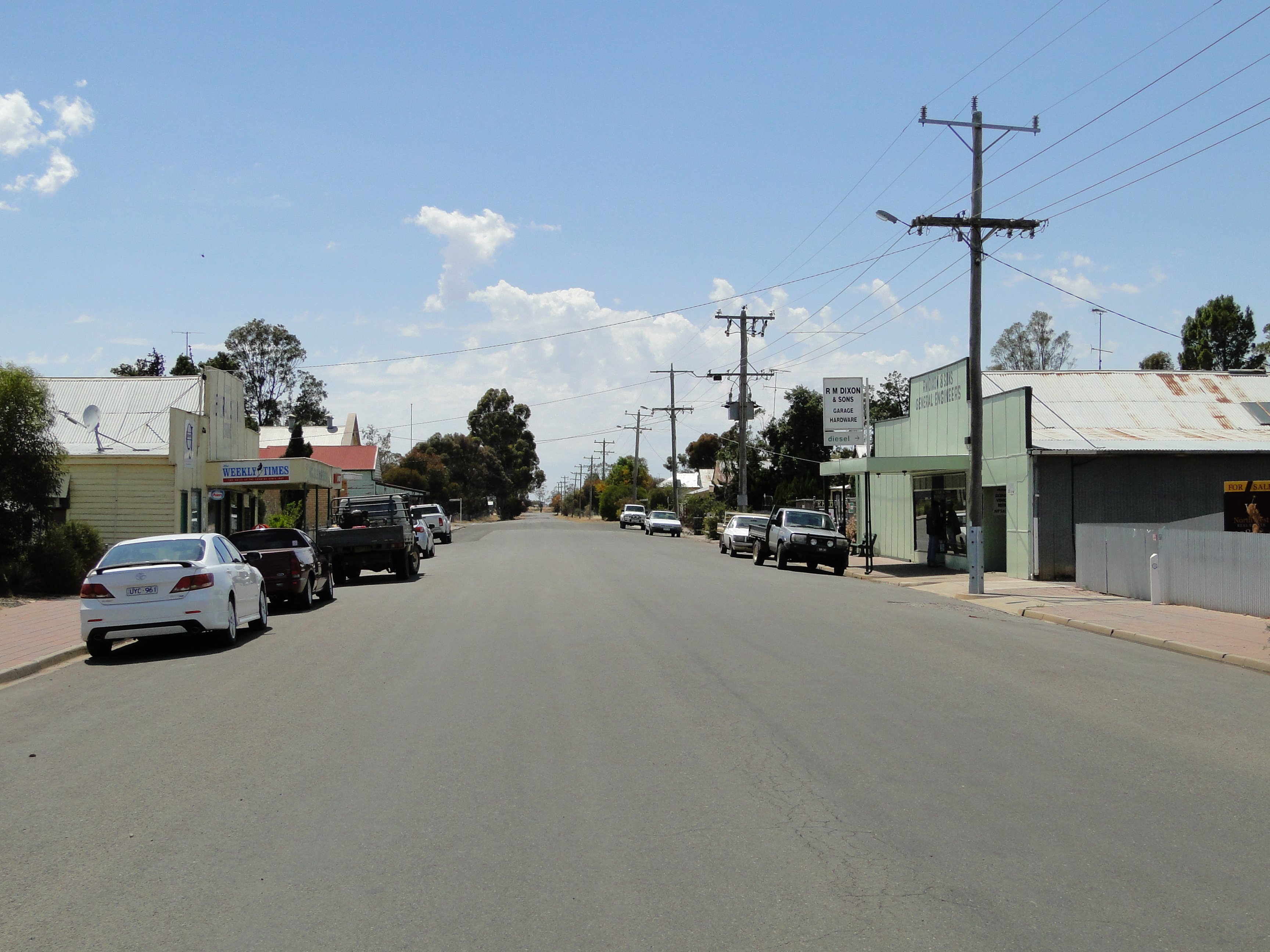
Swann Street, головна вулиця Бріму

Брім — невелике містечко в регіоні Віммера, штат Вікторія, Австралія. Місто розташоване за 359 кілометрів на північний захід від столиці штату Мельбурн на шосе Генті. Воно знаходиться на березі річки Ярріамбіак. Знаходиться в районі місцевого самоврядування Шир Ярріамбіак. За переписом 2016-го у Бримі проживало 171 осіб.

## Історія
Ця місцевість вперше була заселена європейцями в 1846 році, коли на березі Яррамбіака була створена станція Брім. Коли місто було обстежене у 1890 році, воно було розкладено над частиною станційного кладовища. Одна могила, що належить Джеймсу Сімсону, досі в хорошому стані на узбіччі дороги, яку тепер називають Сімсон-стріт. Станційні садиби, Віллоубенк, були побудовані близько 1870 року і досі стоять. Тут також є стайні та інші господарські споруди цієї епохи.
Пошта відкрилася 3 жовтня 1890 р. Залізниця з'явилась в 1893 році на лінії від Murtoa до Hopetoun. Залізничної станції вже немає, але на місці залізничного вокзалу є великі силосні башти. Залізничні колії були переведені на стандартну колію в 1995 році, щоб дозволити їздити великим потягам, що перевозили мінеральні піски з Гопетуна до Гамільтона .

## Сьогодні
Гольфісти грають у гольф-клубі «Брім» в Рекреаційному Резерві. У місті також знаходиться Brim Memorial Lawn Bowling club, який грає в місцевих змаганнях проти клубів в сусідніх містах, включно з Hopetoun і Warracknabeal . У місті є лише один готель, Commercial Hotel, який розташований на розі вулиць Сванн і Діксона.
Недавнє доповнення до міста (2015 р.) — це мурал брісбенського художника Гвідо ван Хельтена, великомасштабна фреска на силосних баштах, яка є визначною особливістю міста.

## Галерея

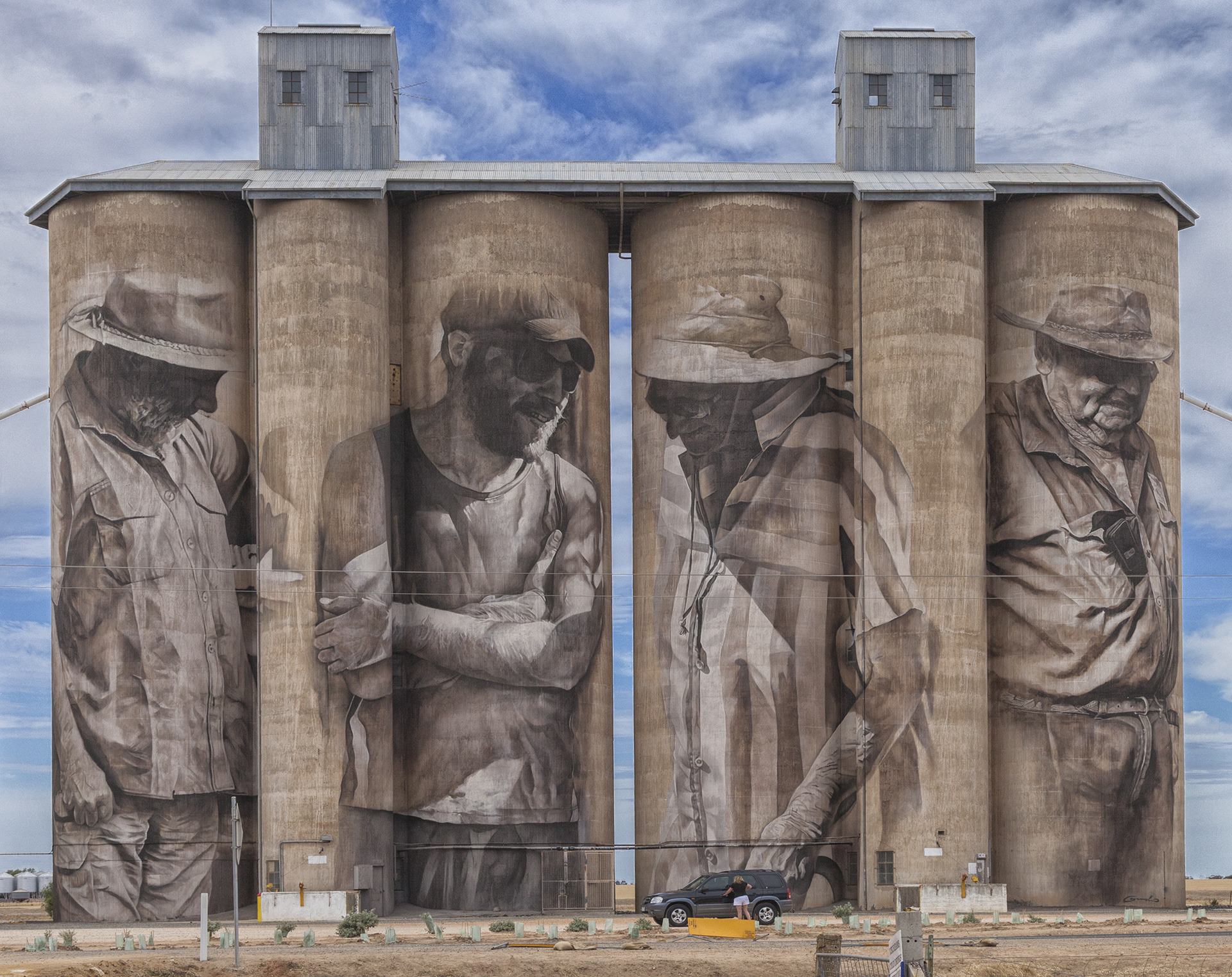
Фреска на силосних баштах, намальована Гвідо ван Хельтеном у грудні 2015 р. [Зображення © Bruce R Mitchell 2016]

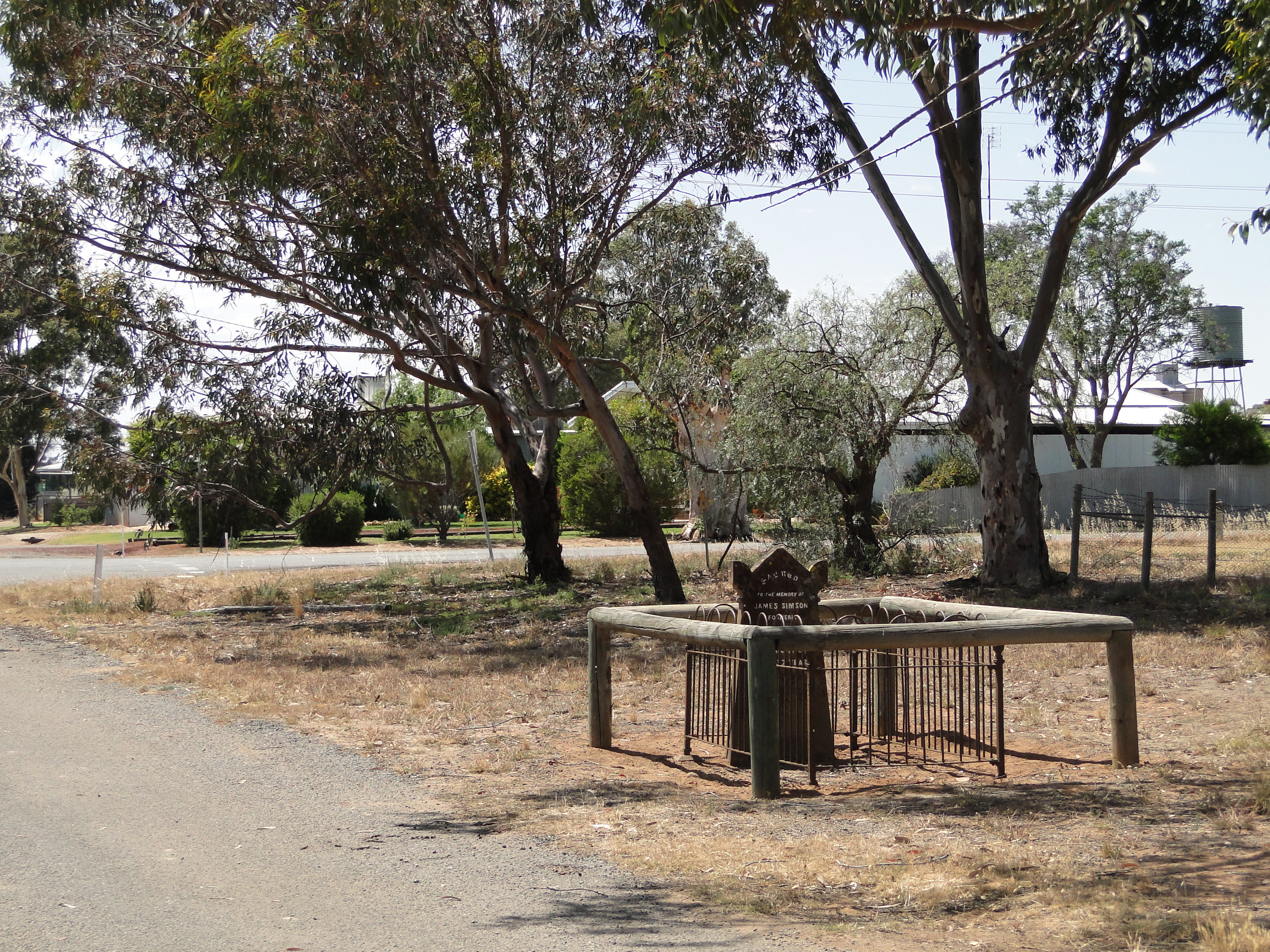
Могила Джеймса Сімсона (1858)
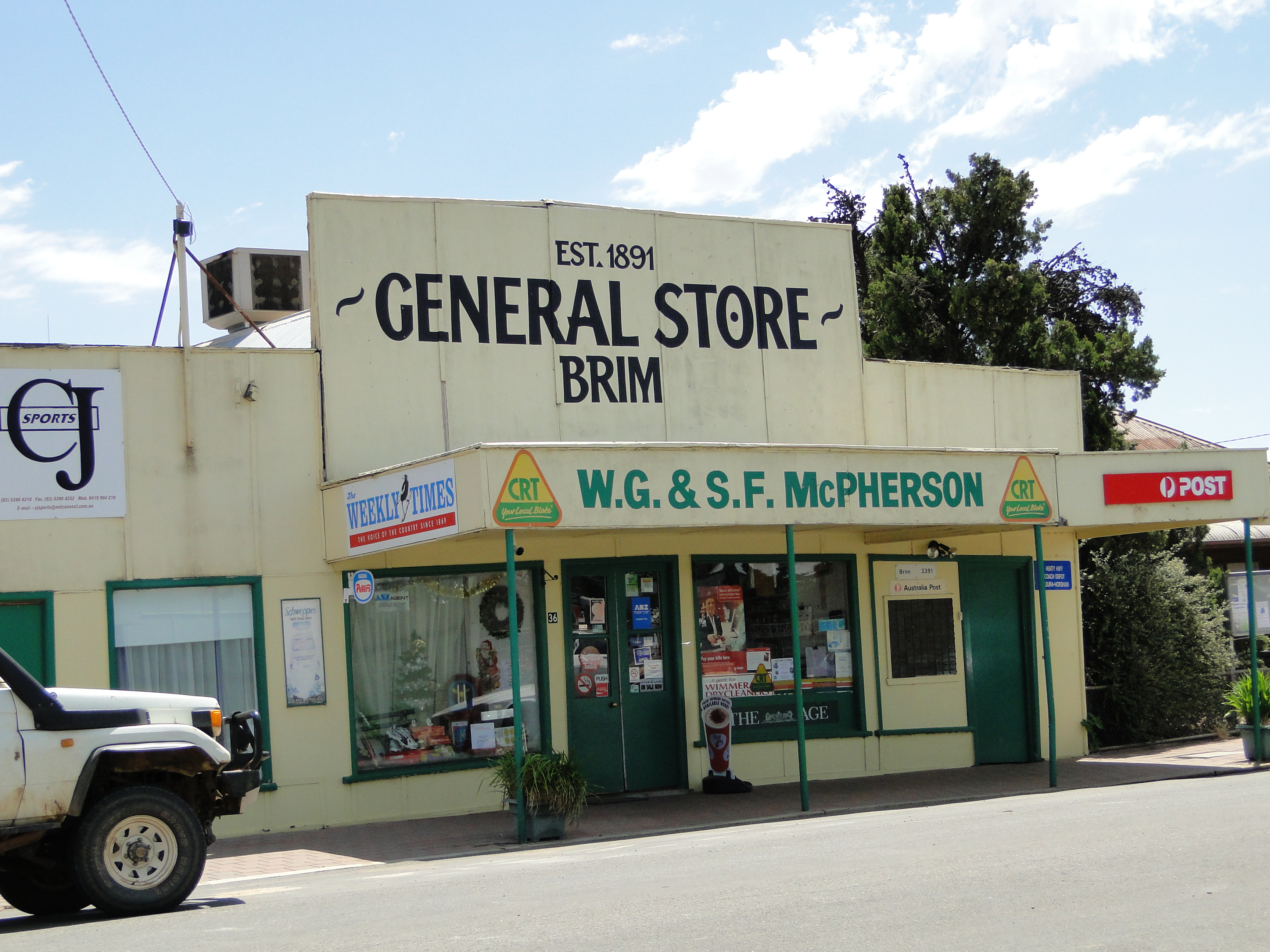
Універсальний магазин Brim (1891)
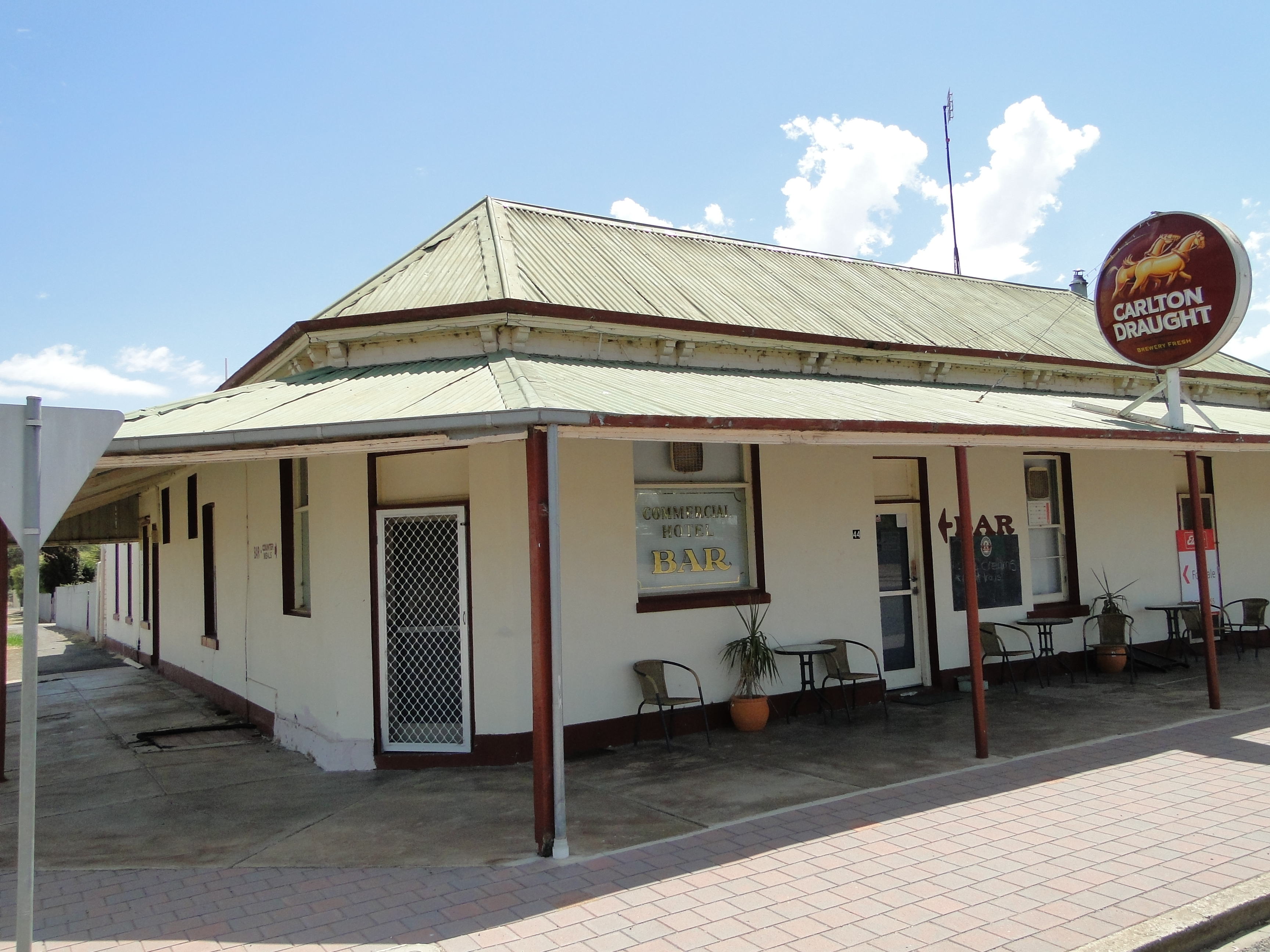
Комерційний готель